# لاري كيتينغ
لاري كيتينغ (بالإنجليزية: Larry Keating) هو ممثل أمريكي، ولد في 13 يونيو 1899 في سانت بول في الولايات المتحدة، وتوفي في 26 أغسطس 1963 في هوليوود في الولايات المتحدة بسبب ابيضاض الدم.

## أعمال

### أفلام
- (1950) السيد 880

## وصلات خارجية
- لاري كيتينغ على موقع IMDb (الإنجليزية)
- لاري كيتينغ على موقع روتن توميتوز (الإنجليزية)
- لاري كيتينغ على موقع ألو سيني (الفرنسية)
- لاري كيتينغ على موقع أول موفي (الإنجليزية)
- لاري كيتينغ على موقع قاعدة بيانات الأفلام السويدية (السويدية)
- لاري كيتينغ على موقع إن إن دي بي (الإنجليزية)
- لاري كيتينغ على موقع قاعدة بيانات الفيلم (الإنجليزية)
- لاري كيتينغ على موقع كينوبويسك (الروسية)